# Prohesperocyon
Prohesperocyon (antes Hesperocyon) es un género extinto de perro (familia Canidae) nombrado por Wang Xiaoming en 1994. Solo se conoce una especie, Prohesperocyon wilsoni. El Prohesperocyon vivía en Texas (Estados Unidos) a finales del Eoceno hace unos 36 millones de años. En un principio el Prohesperocyon fue descrito como una nueva especie del género Hesperocyon, pero Wang lo colocó en un nuevo género, ya que carece de las características del cráneo y la dentadura que encuentran en el resto de cánidos, entre ellas Hesperocyon. Estudios más recientes sugieren que el Prohesperocyon tal ni siquiera sea un cánido. Aunque el Prohesperocyon puede ser el miembro basal de los cánidos, el Hesperocyon aparece en el registro fósil antes que el Prohesperocyon.